# ネスター・トーレス

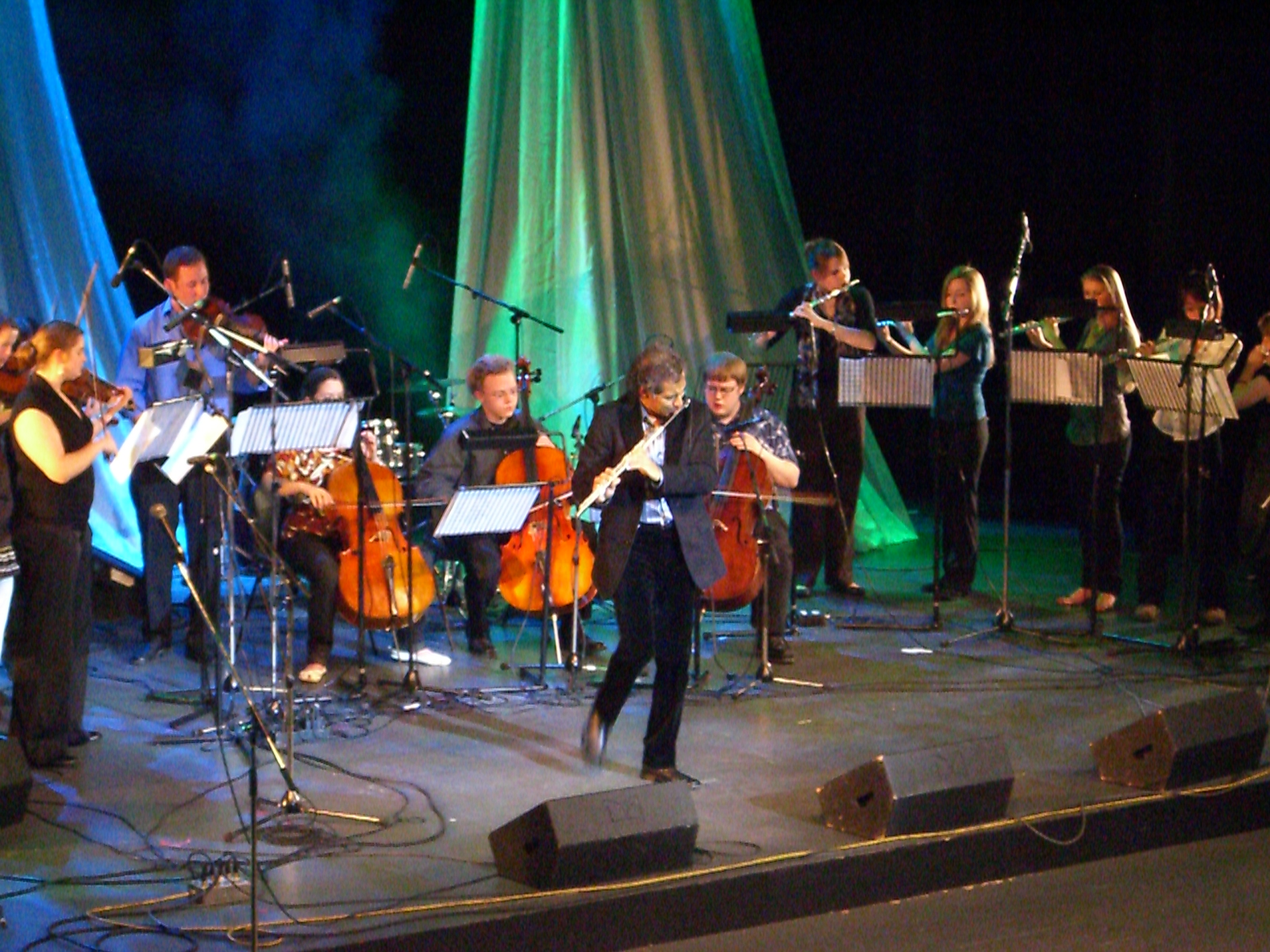
ワールドミュージック・コンサート2007で演奏するネスター・トーレス

ネスター・トーレス（Nestor Torres、1957年4月25日 - ）は、プエルトリコ・マヤグエス生まれのジャズ・フルート奏者である。
12歳の時よりフルートのレッスンを始め、Escuela Libre de Músicaで正規の教育を受けた後、プエルトリコ・インターアメリカン大学へと進む。18歳の時、家族と共にニューヨークへと引越した。ジャズとクラシック音楽の双方を学ぶため、トーレスはニューヨークのマネス音楽大学及びボストンのニューイングランド音楽院、更に他の場所へと行った。
1981年、マイアミへと引っ越した彼はポリグラムと契約し、1989年に『Morning Ride』をリリースする。彼のメジャー・デビュー作は瞬く間にビルボード・コンテンポラリー・ジャズ・チャートのトップを獲得し、広い評判を得る。その翌年、著名人ボート・レース中の事故で、肋骨18本が折れ、両鎖骨は損傷し、気胸になるという悲劇に見舞われる。レコード会社は彼との契約を打ち切り、彼は妻とも離婚、自宅のほとんどを差し押さえられてしまう。
ネスター・トーレスは、創価学会インタナショナルの日蓮仏法の長年の実践者でもある。
2007年、ネスターはウォーリック大学の「One World Week 2007」における「ワールドミュージック・コンサート」において、満員の聴衆の前で演奏した。
2009年5月21日、サンフランシスコのハーヴェスト・シアターにおける「タンゴ・ミーツ・ジャズ (Tango Meets Jazz)」において、パブロ・シーグレルと共演した。
2009年9月9日、ロサンゼルスのグリーク・シアター (Greek Theatre)でデイヴ・マシューズ・バンドと共演。「Lying In The Hands Of God」においてゲスト参加した。
2009年12月4日、マイアミのジェームス・L・ナイト・コンサートホールで、デイヴ・グルーシンと共演。これは後にアルバム『An Evening With Dave Grusin』としてリリースされ、ゲストとしてソロを演奏した「I Feel Pretty」が収録されている。

## ファン層
ネスター・トーレスは世界的なファン層を持っているが、その大部分は南カリフォルニアの町から発生したものである。その町にいた多くの人々から彼は現人神と見なされ、このことをきっかけとしてマウント・キャメル・ハイスクールの3人の学生がネスター・トーレス・ファンクラブを開始させた。とはいうものの、これもまたネスター・トーレスが人々の生活に影響を与えていったひとつの例に過ぎない。学生の一人はこう引用する。「ネスター・トーレスに耳を傾ける時、僕はただ幸せだけを感じる。彼の音楽は僕の中の情熱を呼び覚ましてくれるんだ……言葉にするのは難しいけどね」。

## ディスコグラフィ

### リーダー・アルバム
- Mis Primeras Canciones (1980年、Diamond Light Records)
- 『モーニング・ライド』 - Morning Ride (1989年、Polygram Records)
- 『ダンス・オブ・ザ・フェニックス』 - Dance of the Phoenix (1990年、Polygram Records)
- Burning Whispers (1994年、Sony International)
- Talk to Me (1996年、Sony International)
- Treasures of the Heart (1999年、Shanachie)
- 『ディス・サイド・オブ・パラダイス』 - This Side of Paradise (2001年、Shanachie)
- Mi Alma Latina (2002年、Shanachie)
- 『シン・パラブラス (ウィズアウト・ワーズ)』 - Sin Palabras (2004年、Heads Up)
- 『ダンスズ、プレイヤーズ&メディテーションズ・フォー・ピース』 - Dances, Prayers & Meditations For Peace (2006年、Heads Up)
- Very Best of Nestor Torres (2007年、Shanachie)
- Nouveau Latino (2009年、Cda Group)

### 参加アルバム
- デイヴ・グルーシン : An Evening With Dave Grusin (2011年、Heads Up) ※「I Feel Pretty」に参加